# Myopegma midatlantica
Myopegma midatlantica is een zakpijpensoort uit de familie van de Octacnemidae. De wetenschappelijke naam van de soort is voor het eerst geldig gepubliceerd in 2011 door Monniot.